# Sede de la OTAN
La sede de la OTAN es el centro político y administrativo de la Organización del Tratado del Atlántico Norte. Se encuentra en Haren, una sección (antigua comuna) de la ciudad de Bruselas en Bélgica. Es la sede permanente del Consejo del Atlántico Norte y alberga delegaciones nacionales de los países miembros, así como oficinas de enlace o misiones diplomáticas de los países socios. También alberga un Secretariado y un Estado Mayor internacionales.

## Historia

### Primeras sedes en Londres y París
Cuando se fundó en 1949, la sede de la organización se encontraba inicialmente en Londres, en el número 13 de Belgrave Square. Pero el 15 de septiembre de 1950, en una reunión del Consejo del Atlántico Norte en Nueva York, se decidió establecer la sede en París, debido principalmente a su ubicación central y excelentes medios de comunicación. Así, la Alianza Atlántica ocupó inicialmente un local provisional en el Palacio de Chaillot, a la espera de la construcción de un edificio definitivo en un terreno de la porte Dauphine donado por Francia en abril de 1954, sobre el que se construiría el «Palacio de la OTAN» entre 1955 y 1957 según los planos del arquitecto Jacques Carlu. La organización se trasladó allí en 1959 y permaneció hasta 1966, cuando Francia dejó el mando integrado.

### El primer edificio en Bruselas (1967-2017)
En diciembre de 1966, la OTAN decidió ubicar su nueva sede en el territorio de la ciudad de Bruselas. Proyectado en la meseta de Heysel, fue construido «temporalmente» en la antigua comuna de Haren (fusionada como Laeken con la ciudad de Bruselas) en el suburbio nororiental de Bruselas, en el bulevar Leopoldo III.
Tras una licitación internacional, el Consejo del Atlántico Norte confió la construcción de esta nueva sede, en marzo de 1967, a dos empresas conjuntas belga-germano-neerlandesas. El trabajo comenzó inmediatamente y se completó veintinueve semanas después. El sitio fue inaugurado el 16 de octubre de 1967.

### El nuevo edificio en Bruselas (inaugurado el 25 de mayo de 2017)

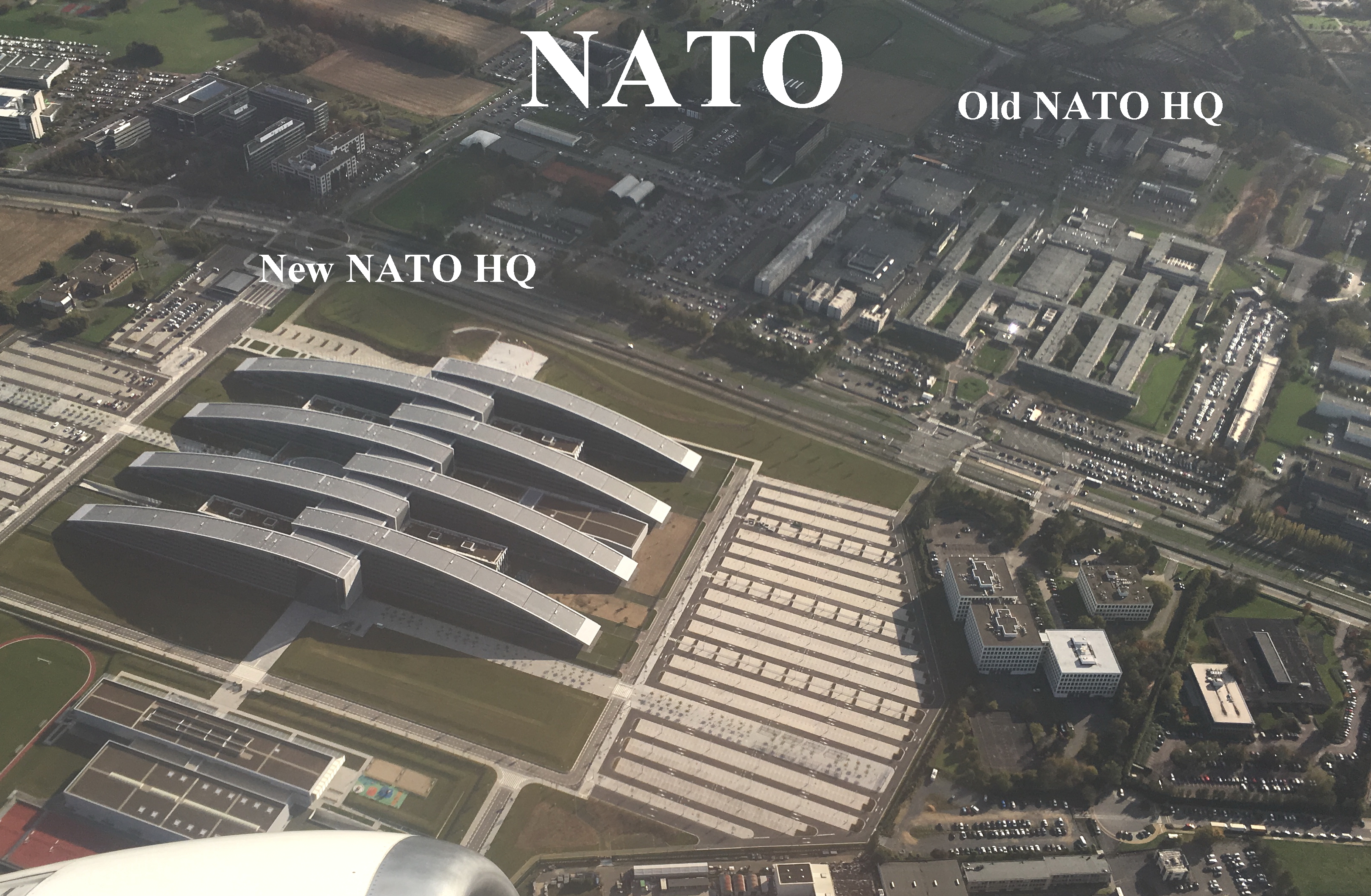
Vista aérea de la antigua y de la nueva sede de la OTAN.

En 1999, en la Cumbre de Washington, los jefes de Estado y de Gobierno de la Alianza decidieron sustituir el edificio por una sede adaptada a sus necesidades. Se decidió entonces construir una nueva sede situada justo enfrente de la antigua, en el emplazamiento de las antiguas terminales aéreas del aeródromo de Haren.

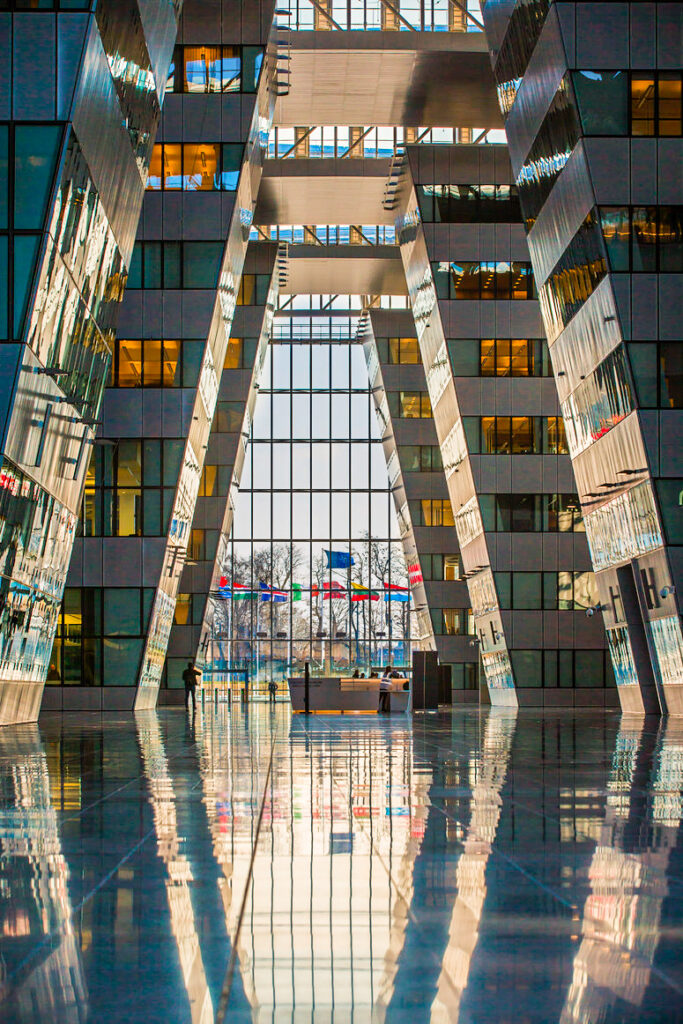
Nuevo OTAN

La construcción comenzó en octubre de 2010 y el edificio se inauguró el 25 de mayo de 2017 en la Cumbre de la OTAN de 2017. El edificio tiene 32 metros de altura y una superficie de más de 250 000 metros cuadrados en 49 hectáreas de terreno.
Para llevarlo a cabo, fue necesario destruir el antiguo cuartel general de la aviación belga, el distrito Rey Alberto I, instalado alrededor de la última terminal aérea de Bruselas, que estaba situada en el borde del antiguo aeródromo de Haren.
El coste total de la construcción fue de 1100 millones de euros, pero se redujo en unos cien millones, principalmente gracias a la adjudicación de las obras estructurales a un precio inferior al previsto por el consorcio belga-neerlandés BAM Alliance. Según los diseñadores, la apariencia de la nueva sede simboliza "varios dedos entrelazados" como "una representación tridimensional de un órgano complejo de toma de decisiones".
En 2018, aproximadamente cuatro mil personas trabajaban a tiempo completo en la sede de la OTAN. Alrededor de dos mil de ellas eran miembros de delegaciones nacionales y personal de apoyo de representantes militares nacionales ante la OTAN. También hay aproximadamente trescientos miembros de misiones de países socios de la OTAN. Unos mil son miembros civiles del Estado Mayor Internacional o de organismos de la OTAN ubicados en la Sede y unos quinientos son miembros del Estado Mayor Internacional, que también incluye a civiles. El edificio acoge alrededor de seis mil reuniones al año.

## Transporte y acceso

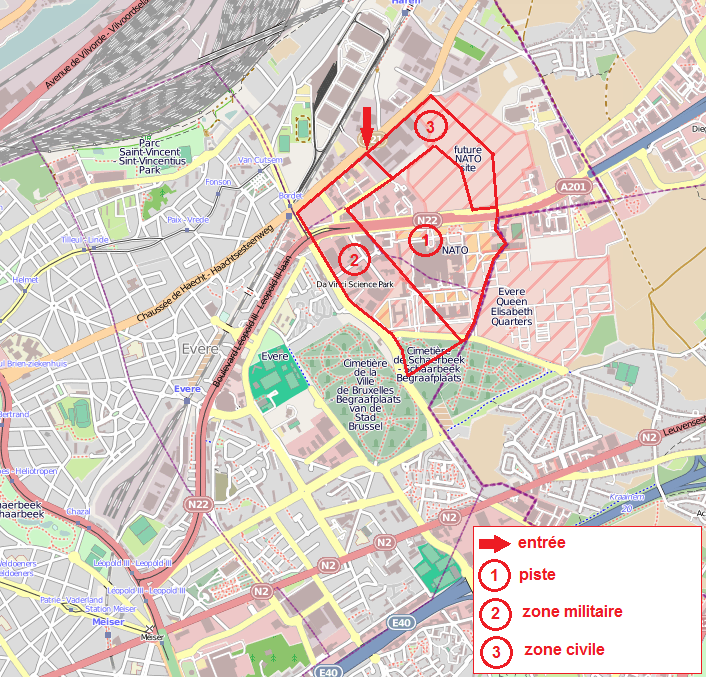
Ubicación del antiguo aeródromo de Haren, que alberga la nueva sede de la OTAN, a lo largo del bulevar Leopoldo III.

El bulevar Leopoldo III es una importante autovía que une el centro de Bruselas con su aeropuerto, que se encuentra a poco más de un kilómetro del lugar.
El acceso puede realizarse a través de las líneas de autobús de la STIB 12, 21, 65 y De Lijn. También durante el día, antes de las 20:00, a través de la línea de tranvía 62.